# Suphalomitus difformis
Suphalomitus difformis är en insektsart som först beskrevs av Robert McLachlan 1871.
Suphalomitus difformis ingår i släktet Suphalomitus och familjen fjärilsländor. Inga underarter finns listade i Catalogue of Life.

## Bildgalleri

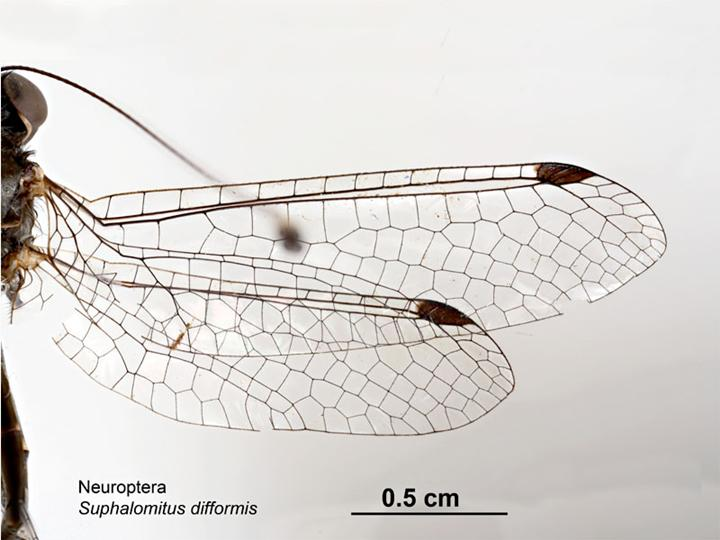